# Love Me Do
Love Me Do (englisch für Liebe mich) ist ein Song der britischen Band The Beatles. Er erschien am 5. Oktober 1962 in Großbritannien als A-Seite der ersten Single der Gruppe. Geschrieben wurde der Titel von Paul McCartney und John Lennon unter dem gemeinsamen Copyright Lennon/McCartney.

## Hintergrund
Am 6. Juni 1962 hatten John Lennon, Paul McCartney, George Harrison und Pete Best einen Vorspieltermin in den Londoner Abbey Road Studios, bei dem die Gruppe vor den Parlophone-Produzenten George Martin und Ron Richards auftrat. Die Beatles spielten neben Love Me Do noch drei weitere Lieder vor. Norman Smith, der Toningenieur der Aufnahmen, ließ während der Aufnahmen zu Love Me Do George Martin aus der Kantine holen, um ihn nach seiner Meinung zu fragen. Musikalisch war George Martin aber noch nicht überzeugt, trotzdem wurde der Plattenvertrag zwischen den Beatles und Parlophone unterschrieben, rückdatiert auf den 4. Juni 1962. Für Pete Best war es die letzte Aufnahme mit den Beatles. Er wurde durch Ringo Starr ersetzt, der dann am 4. September 1962 mit den Beatles die Debütsingle aufnehmen sollte.
Mit dieser Single begann die äußerst erfolgreiche Zusammenarbeit mit dem Produzenten George Martin, der hier den Mut hatte, beide Seiten der Debütsingle einer unbekannten Gruppe mit deren Eigenkompositionen zu veröffentlichen. Auf der B-Seite der Single befindet sich das Stück P.S. I Love You
Es ist nicht geklärt, wie sich der Anteil der Komposition auf Lennon und McCartney verteilt. John Lennon sagte 1972 dazu: „Paul schrieb die Hauptstruktur davon, als er 16 Jahre alt war, oder noch früher. Ich glaube, ich hatte etwas mit der Mitte zu tun.“ Paul McCartney hatte hingegen eine abweichende Erinnerung: „Love Me Do wurde komplett zusammen geschrieben. Es mag meine ursprüngliche Idee gewesen sein, aber einiges davon war wirklich 50/50, und ich denke, das war es. Es waren nur Lennon und McCartney, die sich hinsetzten, ohne dass einer von uns beiden eine besonders originelle Idee hatte.“
Später schrieb McCartney, dass Love Me Do, „ein Song über etwas, das man will, aber nicht bekommen kann“, während einer der Sessions von McCartney und Lennon im Esszimmer im Haus der McCartneys in der Forthlin Road 20 geschrieben wurde, wo er mit Lennon als Teenager komponiert hatte, und dass Lennon das Mundharmonika-Riff im Mittelteil eingefallen sei.

## Aufnahme

The Beatles – Love Me Do

Es existieren vier unterschiedliche Aufnahmen des Stücks mit drei verschiedenen Schlagzeugern. Die erste Aufnahme stammt vom 6. Juni 1962, auf der noch Pete Best Schlagzeug spielte. Diese Version wurde erst 1995 auf der Anthology-1-Doppel-CD veröffentlicht, nachdem sie lange als verschollen gegolten hatte. Am 4. September 1962 folgte eine weitere Aufnahme mit Ringo Starr am Schlagzeug, mit der insbesondere George Martin nicht zufrieden war. Aus diesem Grunde engagierte er den Session-Schlagzeuger Andy White, der bei einer weiteren Aufnahme des Liedes am 11. September 1962 am Schlagzeug saß; bei dieser Aufnahme ließ man Ringo Starr das Tamburin spielen. 
Dies ist auch die einfachste Möglichkeit, die beiden Aufnahmen voneinander zu unterscheiden: In der Aufnahme mit Tamburin spielte White das Schlagzeug, bei der Aufnahme ohne Tamburin Starr. Mit der am 5. Oktober 1962 veröffentlichten Single (Parlophone R4949) wurde die Version mit Ringo Starr auf den Markt gebracht, da sich herausstellte, dass die Version mit Andy White nicht besser klang. Allerdings wurde die Aufnahme auf der Single 1963 gegen die Version mit White ausgetauscht, was bis heute zur Folge hat, dass alle danach veröffentlichten Singles die Version mit White enthalten. 
Das Album Please Please Me enthielt von Beginn an die Version mit White. Die Version mit Ringo Starr tauchte erst 1980 auf der US-amerikanischen Ausgabe des Albums Rarities wieder auf und ist auf Past Masters (Vol. 1) zu finden. Zum damaligen Zeitpunkt war die von Lennon gespielte Mundharmonika ein ungewöhnliches Instrument für einen Popsong, was den Wiedererkennungswert der Single steigerte.
Am 28. Januar 1969 nahmen die Beatles ihren ersten Single-Hit Love Me Do während einer der zahlreichen Jam-Sessions für ihren Film Let It Be noch einmal auf. Diese Version wurde für den Abspann des zweiten Teils der Dokumentationsserie The Beatles: Get Back verwendet.

## Verschollenes Masterband
Bis etwa 1963 war es in den Abbey Road Studios nicht üblich, die Tonbänder jeder einzelnen Aufnahmesession aufzuheben; sie wurden vernichtet, sobald die Aufnahmen für eine Veröffentlichung abgemischt waren. So erging es auch sämtlichen Tonbändern, die die Aufnahmesessions von Love Me Do enthielten. Auch das Band mit der Abmischung der Version vom 4. September 1962 (mit Starr am Schlagzeug) ist nicht mehr vorhanden. Da die Version bis 1980 nicht wieder veröffentlicht wurde, stellte dieser Umstand kein Problem dar. 
Als allerdings 1980 in den USA die LP Rarities genau diese Aufnahme enthalten sollte, musste die Plattenfirma EMI eine eigene 7″-Single aus dem Archiv als Quellmaterial verwenden. Einige Jahre später stellte ein Schallplattensammler der EMI ein besser klingendes Exemplar der Single zur Verfügung, aus dem die EMI ein neues Masterband fertigte, das seitdem für alle Veröffentlichungen genutzt wird.

## Kommerzieller Erfolg

### Chartplatzierungen
Nach der Veröffentlichung in Großbritannien am 4. Oktober 1962 erreichte Love Me Do Platz 17 der englischen Hitparade. Der beachtliche Erfolg der ersten Single einer Newcomer-Band sorgte für das Gerücht, dass der Beatles-Manager Brian Epstein etwa zehntausend Exemplare der Single selbst aufgekauft habe, um sie in die Verkaufscharts zu bringen. Epstein hat dies bestritten, was mehrere seiner ehemaligen Mitarbeiter bestätigten. Mark Lewisohn, der den Sachverhalt für die Biografie The Beatles: All These Years – Volume One – Tune In recherchierte, kam zu dem eindeutigen Ergebnis, dass der Vorwurf nicht zu halten sei. 
Zum einen hätte ein solcher Kauf wegen des Verfahrens der Hitparadenerstellung keine Auswirkung auf die Position der Single gehabt. Außerdem war die von der EMI gepresste Anfangsauflage sehr wahrscheinlich deutlich geringer, sodass Epstein eine solche Menge nicht einmal hätte aufkaufen können. In den 18 Wochen, die die Single in der Hitparade platziert war, wurden in Großbritannien 116.227 Einheiten umgesetzt; insgesamt wurden dort zwischen 290.000 und 300.000 Exemplare verkauft. Damit blieb sie die einzige Beatles-Single, die dort weniger als 500.000 Platten umsetzte.
In den USA wurde die Single am 27. April 1964 im Zuge der dort aufkommenden „Beatlemania“ von dem kleinen Plattenlabel Tollie (einem Tochterunternehmen von Vee-Jay Records) veröffentlicht. Nachdem sie in die Billboard-Charts auf Platz 81 eingestiegen war, erreichte sie am 30. Mai 1964 für eine Woche Platz 1 und war insgesamt zehn Wochen in den Top Ten. In den USA wurde die Single eine Million Mal verkauft. Am 4. Oktober 1982 veröffentlichte die EMI zum 20. Jahrestag die Single erneut. Diesmal erreichte sie Platz 4 der englischen Hitparade.
| ChartsChartplatzierungen       | Höchstplatzierung | Wochen |
| ------------------------------ | ----------------- | ------ |
| Vereinigte Staaten (Billboard) | 1 (14 Wo.)        | 14     |
| Vereinigtes Königreich (OCC)   | 4 (26 Wo.)        | 26     |

| ChartsJahrescharts (1964)      | Platzierung |
| ------------------------------ | ----------- |
| Vereinigte Staaten (Billboard) | 14          |

### Auszeichnungen für Musikverkäufe
| Land/Region                  | Auszeichnungen für Musikverkäufe (Land/Region, Auszeichnung, Verkäufe) | Verkäufe  |
| ---------------------------- | ---------------------------------------------------------------------- | --------- |
| Neuseeland (RMNZ)            | Gold                                                                   | 15.000    |
| Vereinigte Staaten (RIAA)    | Platin                                                                 | 1.000.000 |
| Vereinigtes Königreich (BPI) | Gold                                                                   | 400.000   |
| Insgesamt                    | 2× Gold · 1× Platin ·                                                  | 1.415.000 |

Hauptartikel: The Beatles/Auszeichnungen für Musikverkäufe

## Coverversionen
Es wurden über 110 Coverversionen von Love Me Do veröffentlicht.
Im März 1990 wurde in Japan das Album Flowers in the Dirt – Special Edition von Paul McCartney veröffentlicht. Auf diesem befindet sich das Lied P.S. Love Me Do, ein Medley aus der A- und B-Seite der ersten Beatles-Single, das im Februar 1987 von Phil Ramone produziert wurde.
Ringo Starr veröffentlichte im Juni 1998 auf seinem Album Vertical Man seine Version von Love Me Do.

## Veröffentlichungen
- Am 5. Oktober 1962 erschien die Single Love Me Do / P.S. I Love You in Großbritannien; in den USA wurde die Single von Vee-Jay Records am 27. April 1964 veröffentlicht. In Deutschland erschien am 4. März 1963 die Single Love Me Do / Please Please Me.
- Am 22. März 1963 erschien Love Me Do auf dem ersten Beatles-Album Please Please Me. In Deutschland wurde das Album unter dem Titel Die Beatles (Die zentrale Tanzschaffe der weltberühmten Vier aus Liverpool) am 6. Februar 1964 veröffentlicht.
- Am 6. September 1963 wurde Love Me Do auf der EP The Beatles’ Hits veröffentlicht, 14 Tage später in Deutschland.
- In den USA wurde Love Me Do auf dem dortigen Debütalbum Introducing… The Beatles (erste Version) von Vee-Jay Records am 10. Januar 1964 veröffentlicht. Auf der zweiten Version, die am 10. Februar 1964 veröffentlicht wurde, ist das Lied aus Lizenzgründen nicht mehr enthalten.
- In den darauffolgenden Jahren wurde Love Me Do für folgende Kompilationsalben der Beatles verwendet: 1962–1966 (1973), 20 Greatest Hits (1982) und 1 (2000).
- Für BBC Radio nahmen die Beatles unter Livebedingungen neun weitere Fassungen von Love Me Do auf, von denen eine Aufnahme im Studio Two, Aeolian Hall, London, vom 10. Juli 1963 auf dem Album Live at the BBC am 28. November 1994 erschien.[9]
- Am 20. November 1995 erschien das Album Anthology 1, auf dem sich eine Probeaufnahme für den Vorspieltermin bei Parlophone vom 6. Juni 1962 von Love Me Do befindet.
- Am 17. Dezember 2013 erschien das Album The Beatles Bootleg Recordings 1963, auf dem sich drei weitere BBC-Aufnahmen von Love Me Do befinden. Die erste stammt vom 22. Januar 1963, die zweite vom 16. Oktober 1963; beide wurden im BBC Playhouse Theatre, London eingespielt. Die dritte Version wurde am 3. September 1963 im Studio Two, Aeolian Hall, London aufgenommen.
- Am 2. November 2023 wurde Love Me Do als B-Seite der Single mit dem „letzten Beatles Song“, Now and Then, in einem neu erstellten Stereo-Mix veröffentlicht.[10] Dafür wurde die Aufnahme mit Ringo Starr am Schlagzeug überarbeitet.[11] Am 10. November 2023 wurde das Kompilationsalbum 1962–1966 erneut wiederveröffentlicht. Auf diesem befindet sich nun die erste Singleversion, bei der Ringo Starr Schlagzeug spielte und nicht die Albumversion, wie bei den vorhergehenden Ausgaben des Albums 1962–1966, bei der Andy White Schlagzeug spielte.

## Sonstiges
Love Me Do diente als Erkennungsmelodie sowohl in der Fernsehserie Mike Molto in den 1960er Jahren wie auch der WDR-Produktion Spätere Heirat nicht ausgeschlossen in den 1970er Jahren.